# Tjesjön
Tjesjön är en sjö i Åsele kommun i Lappland och ingår i Gideälvens huvudavrinningsområde. Sjön har en area på 0,306 kvadratkilometer och ligger 326 meter över havet. Sjön avvattnas av vattendraget Orgån (Tjesjöån).

## Delavrinningsområde
Tjesjön ingår i det delavrinningsområde (712672-158278) som SMHI kallar för Utloppet av Tjesjön. Medelhöjden är 340 meter över havet och ytan är 3,63 kvadratkilometer. Räknas de 3 avrinningsområdena uppströms in blir den ackumulerade arean 100,28 kvadratkilometer. Orgån (Tjesjöån) som avvattnar avrinningsområdet har biflödesordning 2, vilket innebär att vattnet flödar genom totalt 2 vattendrag innan det når havet efter 187 kilometer. Avrinningsområdet består mestadels av skog (58 procent) och sankmarker (33 procent). Avrinningsområdet har 0,31 kvadratkilometer vattenytor vilket ger det en sjöprocent på 8,4 procent.